# Gänseliesel-Brunnen (Göttingen)

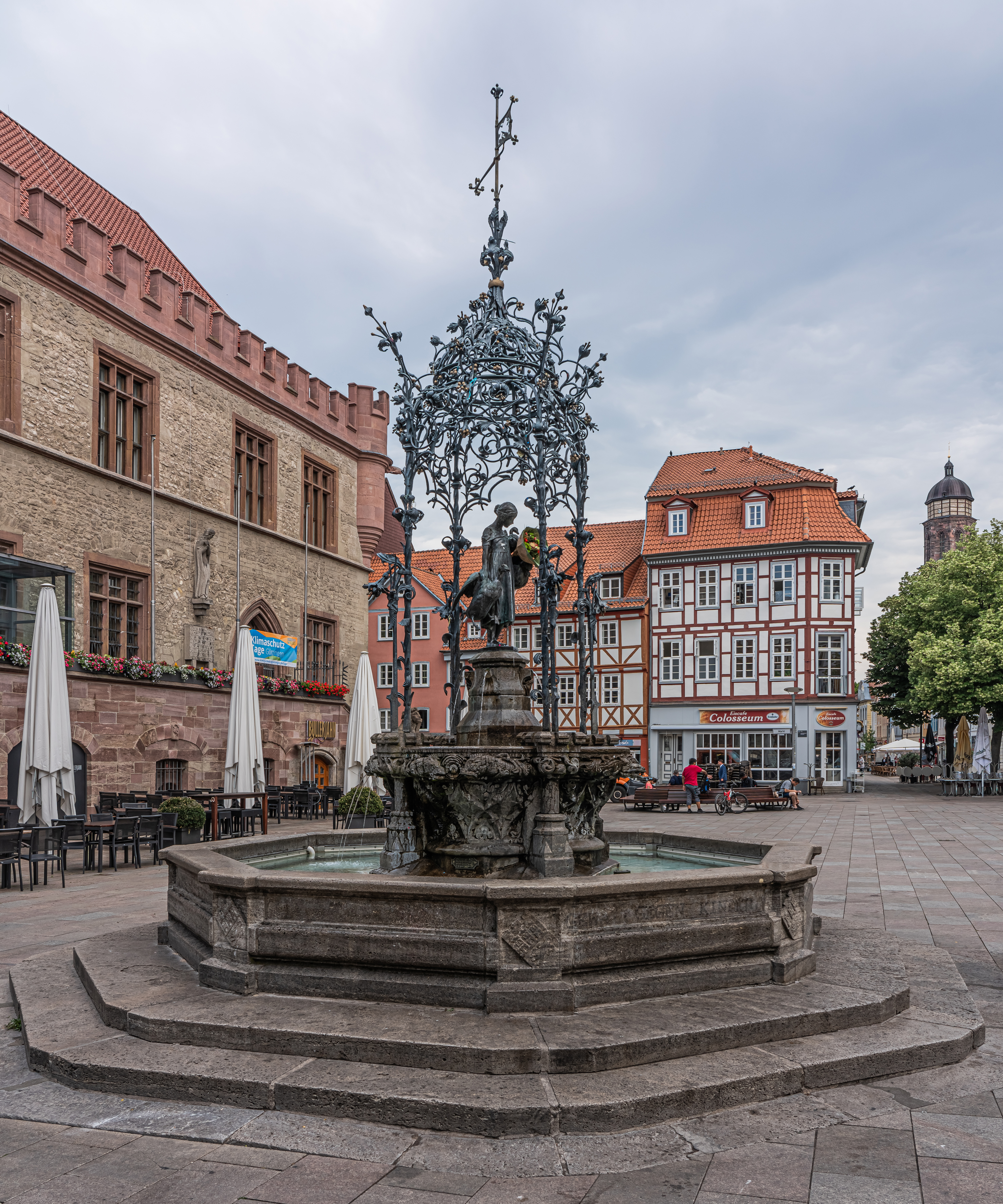
Gänseliesel-Brunnen vor dem Alten Rathaus (Zustand Juni 2022 mit reduziertem Stufenbau)

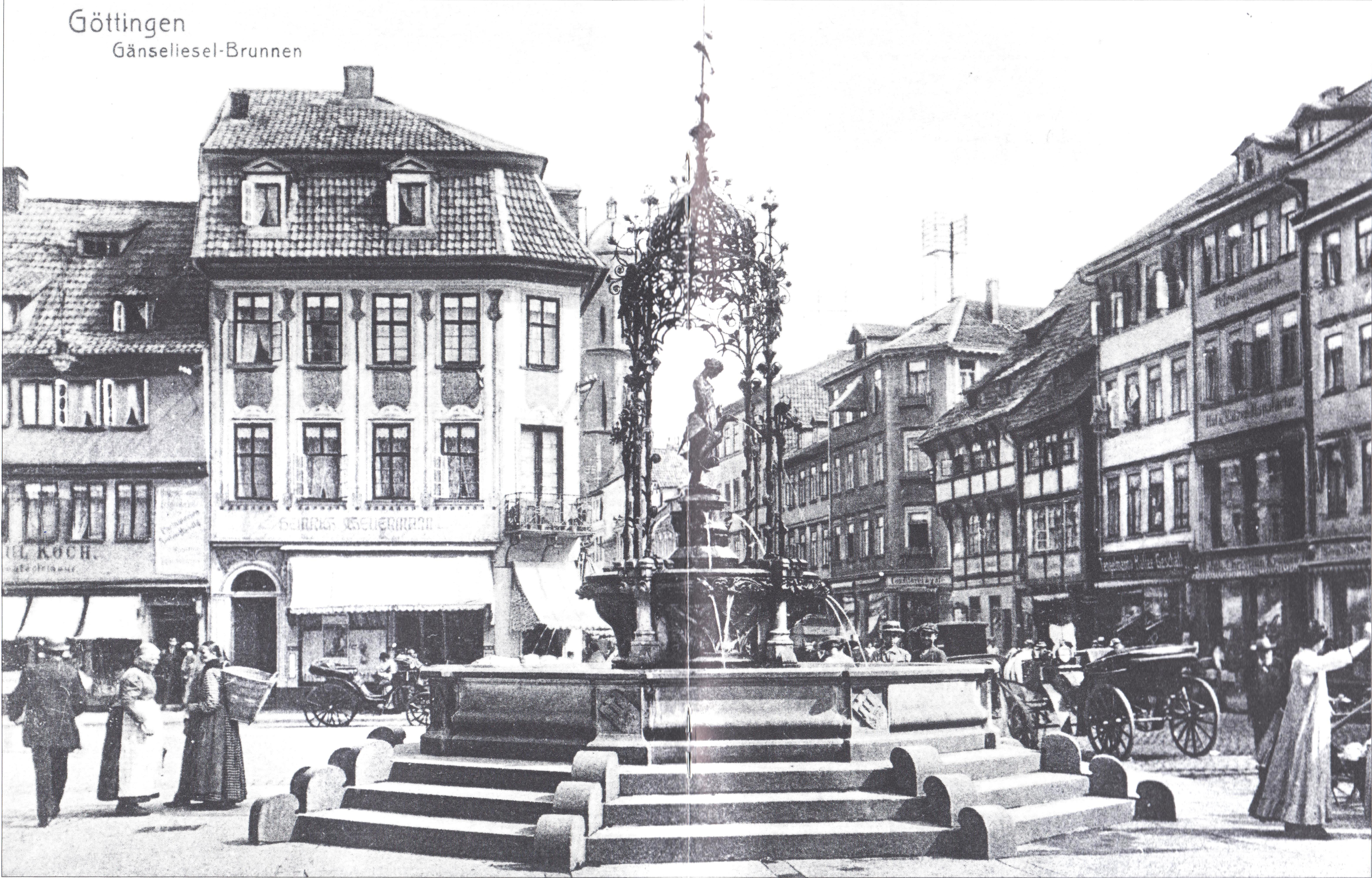
Gänseliesel-Brunnen, historische Ansichtskarte (Zustand um 1910: Ursprünglicher Standort, mit hohem Stufenbau und Prellsteinen)

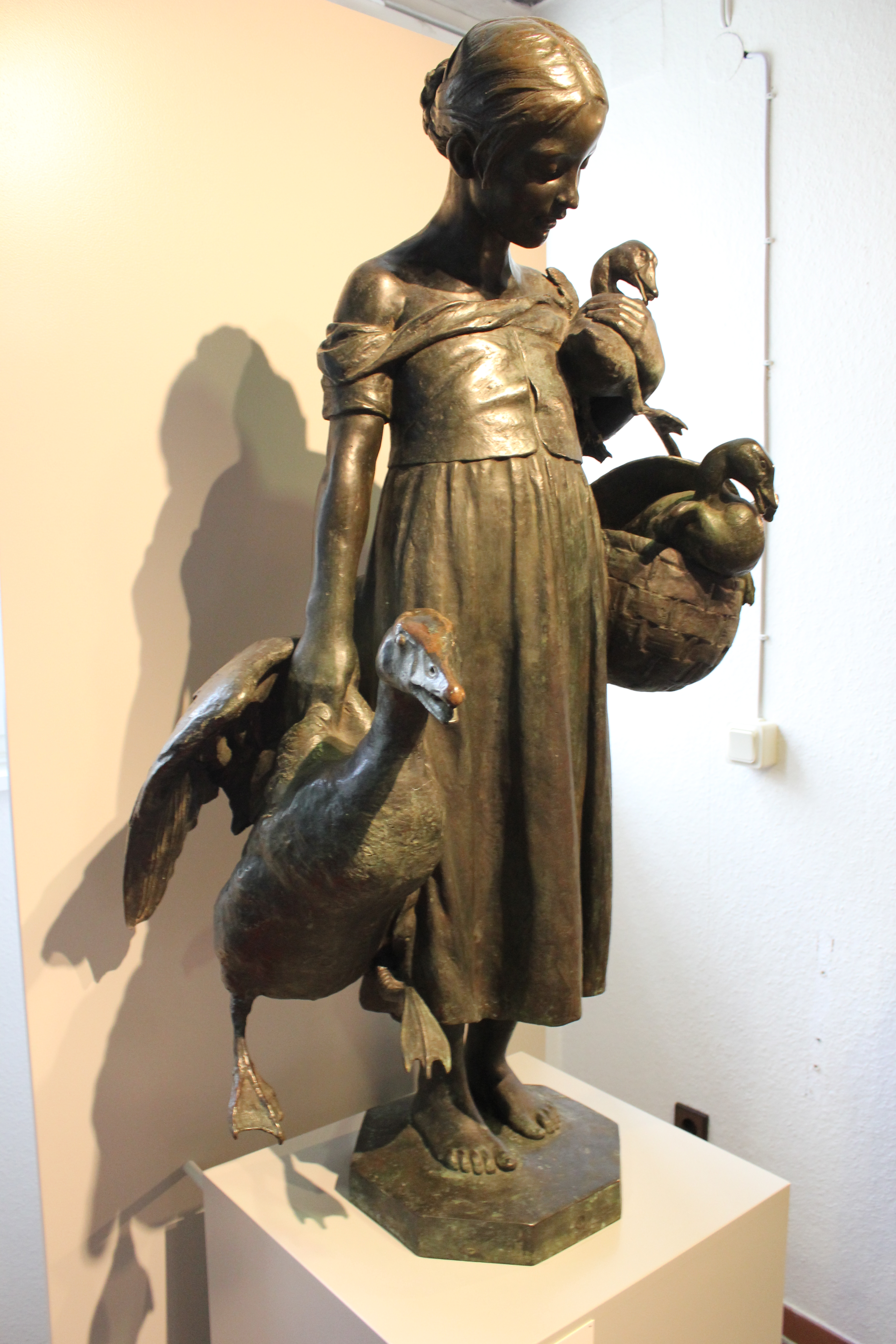
Das originale Göttinger Gänseliesel von Paul Nisse (Bronze, 1901) im Städtischen Museum (2012)

Der Gänseliesel-Brunnen ist ein Markt- und Zierbrunnen auf dem Markt vor dem Alten Rathaus in der Innenstadt von Göttingen in Niedersachsen. Der Brunnen mit einem Gänseliesel als Brunnenfigur wurde 1901 errichtet und gilt als Wahrzeichen der Stadt. Umgangssprachlich wird der ganze Brunnen als Gänseliesel bezeichnet. Man trifft sich in Göttingen „am Gänseliesel“.

## Geschichte
Auf dem Marktplatz gab es schon vor 1901 einen Brunnen, der als der größte und schönste der Stadt gerühmt wurde. Das teils in den Platz eingetiefte, runde Bassin von 29 Fuß (rd. 8,40 m) Durchmesser war 1568 von einem Meister Leonhard Hügel angelegt worden und zeigte in der Mitte einen steinernen Pfeiler mit Wappenlöwe, von dem aus sich das Wasser über acht Pfeifen ins Becken ergoss. Das Wasser kam über eine Röhrenleitung aus dem Reinsbrunnen oberhalb der Stadt.
Nach 330 Jahren schrieb der Magistrat der Stadt Göttingen unter Bürgermeister Georg Calsow Anfang 1898 zur Neugestaltung des Marktbrunnens einen öffentlichen Wettbewerb aus:

„Wettbewerb

Zur Erlangung eines Entwurfes für einen vor dem hiesigen Rathauses zu errichtenden monumentalen Brunnen wird hiermit ein öffentlicher Wettbewerb unter Künstlern, welche Angehörige des Deutschen Reiches sind, ausgeschrieben. Die Entwürfe müssen bis zum 1. Juni 1898, Mittags 12 Uhr portofrei bei uns eingegangen sein.

Das Preisrichteramt haben übernommen die Herren: Bildhauer, Professor Dr. Hartzer – Berlin; Bildhauer, Professor Herter – Berlin; Architekt, Professor Stier – Hannover, Geheimer Baurath Murray – Göttingen; Bürgermeister Calsow – Göttingen; Bürgervorsteher Worthalter Brand, daselbst; Stadtbaurat, Königlicher Baurath Gerber, daselbst.

Das Programm nebst Anlagen ist gegen portofreie Einendung von 2 Mark von uns zu beziehen. Ausgesetzt sind 3 Preise von 600, 400 und 200 Mark.

Göttingen, den 8. Februar 1898. Der Magistrat – Calsow.“

An dem Wettbewerb beteiligten sich 40 Künstler und Architekten mit 46 Entwürfen, unter ihnen auch Ernst Barlach. Den ersten Preis erhielt der Entwurf des Frankfurter Architekten Claus Mehs und des Frankfurter Künstlers Hermann Jehs unter dem Titel „Im Geist der Alten“ mit Brunnenfiguren und Wappen im Stil der Neogotik. Nach der Preisverleihung hatte die Göttinger Bevölkerung Gelegenheit, ihr Urteil abzugeben, wobei der Entwurf kritisiert wurde. Entscheidend für eine Umorientierung war vor allem das Eingreifen des bei der Preisgerichtssitzung verhinderten Juryvorsitzenden, des Berliner Bildhauers Ferdinand Hartzer, der sich für den zweitplatzierten Entwurf des Architekten Heinrich Stöckhardt mit dem Bildhauer Paul Nisse unter dem Titel „Gänsemädel“ starkmachte. Hartzers Argumente überzeugten, sodass Stöckhardt und Nisse den Ausführungsauftrag bekamen. Standort und Proportionen der Brunnenarchitektur wurden noch angepasst, wobei Hartzer künstlerisch mitwirkte.
Zum Entwurfsprozess gehörte auch eine Standortuntersuchung auf dem Marktplatz, wozu man „eine ganz roh aus Holz und Leinen hergestellte Nachbildung des Brunnens in natürlicher Größe“ herstellte und schließlich einen Platz „mitten vor dem Rathause“ als den Besten fand. Die Modellprobe hatte nebenbei gezeigt, dass die Höhe des Brunnens bisher zu niedrig geplant war. Um die Höhenwirkung zu steigern, wurden der Durchmesser des Brunnenbeckens um einen halben Meter verringert und die Stufenzahl des Unterbaus um zwei erhöht, so dass die Gesamthöhe von der Fläche des neu gepflasterten Marktplatzes bis zur Spitze nunmehr 7,10 m betrug. Als Material für den Stufenunterbau und die Prellsteine wählte man buntgrünlichen Beuchaer Granit und für den Brunnenaufbau warmrötlichen Wünschelburger Sandstein. Die Brunnenfigur wurde in echtem Bronzeguss ausgeführt, die Brunnenlaube „in mittelalterlicher Kunstschmiedetechnik, im wesentlichen in Schmiedeeisen. Zur Erhöhung der malerischen Erscheinung sollte an hierzu besonders geeigneten Stellen schmiedbare Bronze Verwendung finden.“
Aufgestellt wurde der Brunnen im Juni 1901, jedoch zog sich die Fertigstellung noch bis November 1901 hin. Eine offizielle Einweihung von Brunnen und Figur fand nie statt. Das Göttinger Tageblatt notierte kritisch: „(Um eine neue ‚Mitbürgerin‘) ist unsere Stadt reicher geworden. Seit gestern hat sich nämlich das Gänselies’l auf dem neuen Marktbrunnen häuslich niedergelassen, wo es nun wohl Jahrhunderte hindurch als Wahrzeichen der Stadt Göttingen verbleiben wird. Der mächtige Rathaus-Coloß im Hintergrund, der umfangreiche Sockel, auf den man „Klein Lies’l“ gestellt hat, lassen seine Figur doch recht winzig erscheinen.“ Gleichwohl schlossen die Göttinger ihren Gänseliesel-Brunnen rasch ins Herz und ließen ihn tatsächlich zum städtischen Wahrzeichen werden.
Diesem hohen Symbol- und Identifikationswert konnten auch zahlreiche, teilweise tiefgreifende Schäden und Veränderungen am Gänseliesel-Brunnen nichts anhaben: In den 1930er Jahren wurden die markanten 24 Prellsteine am Stufenbau entfernt. 1941 kam es zu einer niemals aufgeklärten schweren Beschädigung der Gänselieselfigur, die aus ihrer Verankerung gerissen worden war, was erst 1943 repariert werden konnte. 1968 wurde das Brunnenbecken im Zuge der Neugestaltung des Marktplatzes nach Süden versetzt und durch den Göttinger Steinmetzbetrieb Chr. Wolf grundlegend „erneuert“, wobei auch die innere Brunnenschale durch eine Kopie ersetzt wurde. Bei einer weiteren Platzumgestaltung wurde der Stufenunterbau gekürzt, so dass die Brunnenanlage an Höhe verlor. Die originale Gänseliesel-Figur wurde 1990 durch eine Kopie ersetzt und im Städtischen Museum ausgestellt. 2000, 2004, 2020 und 2023 waren Restaurierungen wegen weiterer Schäden nötig, verursacht durch Vandalismus, aber auch durch materiellen Verschleiß bei dem im nächsten Kapitel genannten Studentenbrauch.

## Studentenbrauch

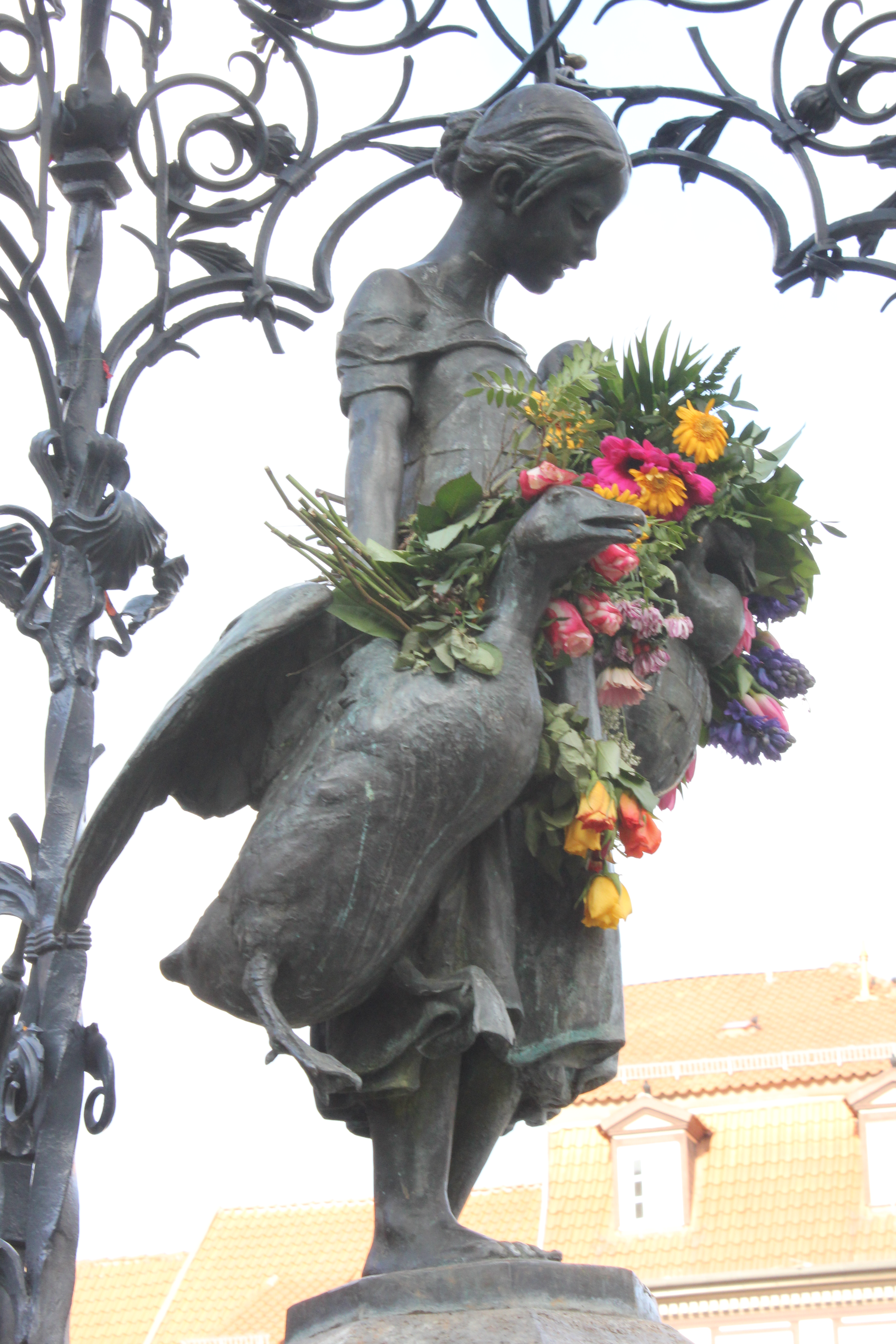
Das kopierte Göttinger Gänseliesel im Blumenschmuck (2012)

Teile der Studentenschaft bezogen die Brunnenanlage bald in ihr Brauchtum ein.
Nach ihrer Immatrikulation bestiegen die Studenten den Brunnen, um die Brunnenfigur zu küssen. Da dies häufig im Rahmen lautstarker Feiern geschah, wurde am 31. März 1926 eine Verordnung erlassen, die das Erklettern des Marktbrunnens und ein Küssen des Gänseliesels unter Strafe stellte. Weil sich die Studenten nicht daran hielten, kam es 1926 zu einem „Kuss-Prozess“. Nachdem im Sommersemester der Jurastudent Georg Graf Henckel von Donnersmarck auf frischer Tat ertappt worden war, musste er eine Geldstrafe von zehn Reichsmark zahlen. Der Student focht zwar die Ordnungsstrafe an und forderte vom Gericht „Kussfreiheit“ und „doch den Bann von den bronzenen Lippen zu lösen“, aber er hatte weder vor dem Göttinger Amtsgericht noch vor dem Berliner Kammergericht Erfolg. 
Das Kussverbot galt offiziell weiterhin, wurde aber kaum beachtet. Deswegen gilt das Gänseliesel den Göttingern als das „meistgeküsste Mädchen der Welt“.

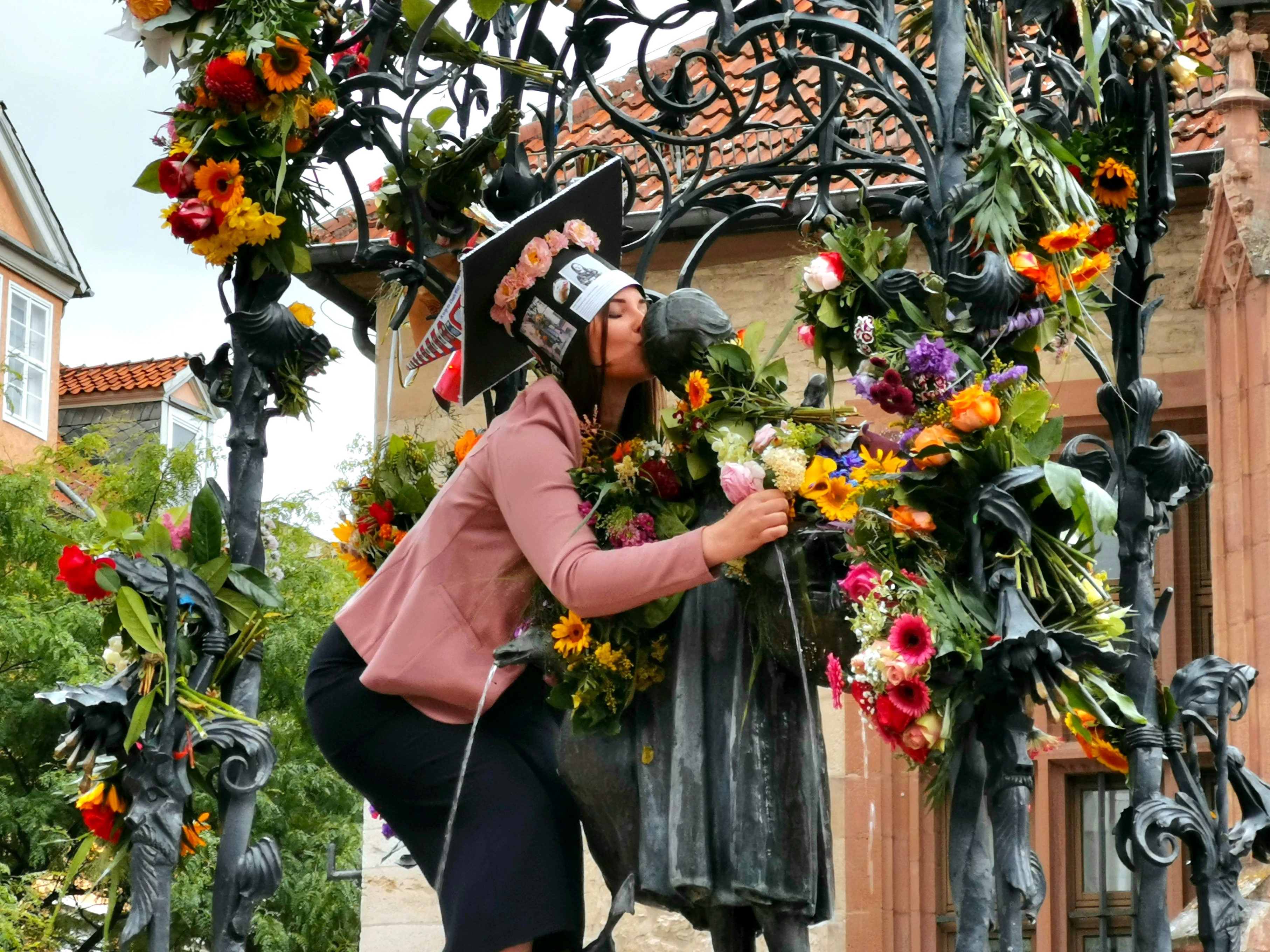
Kuss für das Gänseliesel anlässlich einer Promotion

Allerdings waren es in den letzten Jahrzehnten nicht mehr die Neuimmatrikulierten, die das Gänseliesel küssten, sondern Doktoranden nach ihrer erfolgreichen Prüfung. Dabei wird dem Gänseliesel ein Blumenstrauß überreicht. Anlässlich des 100-jährigen Jubiläums des Gänseliesels hob der Rat der Stadt 2001 das Kussverbot offiziell auf.

## Gänseliesel als regionale Symbolfigur
Seit 1996 wird einmal jährlich auf Initiative eines Regionalwirtschaftsverbandes eine junge Frau zum „Gänseliesel“ gewählt. Sie übernimmt repräsentative Aufgaben in und für die Stadt Göttungen, vor allem in der Wirtschaftsförderung.

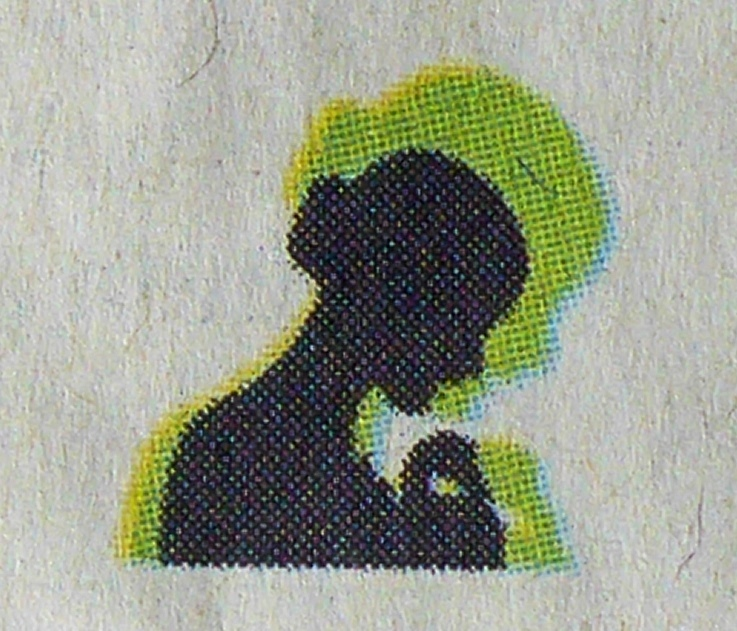
Gänseliesel-Figur als Logo der Stadt Göttingen (2021)

Die bisweilen kitschige Vermarktung des lieblichen Wahrzeichens – vom Autobahnschild über Stadt-Logo, Ansichtskartenmotiv und Maskottchen bis zur Marzipanfigur – führte auch zu intellektuellem Überdruss. Eine bekannte sozialkritische Gegenreaktion dazu ist der Stadtführer Göttingen ohne Gänseliesel (zwei Auflagen 1988 und 1989).

## Zweites Original
Es existieren drei große Fassungen der Göttinger Gänseliesel-Figur. Während auf dem Marktbrunnen seit 1990 eine Kopie steht, ist das Original der Brunnenfigur seither witterungsgeschützt und ungeküsst im Foyer des Städtischen Museums Göttingen ausgestellt. Schon vor der Aufstellung in Göttingen schuf der Berliner Bildhauer Nisse 1900/01 „heimlich“ von derselben Form ein zweites Bronzeoriginal des Gänseliesels, das in Privatbesitz nach Leipzig verkauft und dort in einem Villengarten aufgestellt wurde.